# Shannonomyia (Shannonomyia) antarctica
Shannonomyia (Shannonomyia) antarctica is een tweevleugelige uit de familie steltmuggen (Limoniidae). De soort komt voor in het Neotropisch gebied.